# Браун, Анна Уиггинс
Анна Уиггинс Браун (англ. Anne Wiggins Brown; 9 августа 1912 — 13 марта 2009) — оперная певица американского происхождения, обладательница сопрано, который создал роль Бесс в оригинальной постановке Джорджа Гершвина «Порги и Бесс» в 1935 году. Она также была радио певицей и давала концерты. В 1948 году она обосновалась в Норвегии, где позже получила гражданство.

## Ранние годы и карьера (1912—1936)
Анна Уиггинс Браун родилась в Балтиморе, штат Мэриленд в семье врача Гарри Ф. Брауна и его супруги Мэри Аллен Уиггинс. Ее отец был внуком раба, а родители матери — чернокожими чероки с шотландско-ирландскими корнями. У Анны было три сестры: Генриетта, Мами и Харриет. С самых ранних лет Анна демонстрировала большой музыкальный талант. Согласно семейной легенде, она идеально пела, начиная с 9 месячного возраста.
Анне не разрешали посещать римско-католическую начальную школу в ее родном Балтиморе из-за принадлежности к афроамериканцам. Она проходила обучение в колледже Моргана, а затем подала заявку на обучение в консерватории Пибоди, но получила отказ также из-за расовой принадлежности. Тогда Анна обратилась в Джульярдскую школу в Нью-Йорке по совету жены владельца The Baltimore Sun. Браун была принята в школу, на тот момент ей было всего 16 лет. Она стала первым афроамериканским вокалистом, проходящим обучение там. Она училась вокалу у Люсии Данэм и в возрасте 20 лет была награждена стипендией Juilliard’s Margaret McGill. В 19 лет она вышла замуж за студента, который также учился в Джульярдской школе, брак вскоре закончился разводом.
В 1933 году Анна была студенткой второго курса Джульярдской школы, когда узнала, что Джордж Гершвин собирается написать оперу об афроамериканцах в Южной Каролине. Она решила написать ему письмо, благодаря которому секретарь Гершвина пригласил ее спеть композитору. На прослушивании Анна исполнила несколько классических арий и религиозный «A City Called Heaven». Впоследствии Гершвин приглашал Анну спеть различные части оперы, когда писал музыку для них. В результате роль Бесс выросла из второстепенного персонажа, как это было в романе Дюбоза Хейуорда «Порги», в одну из главных ролей оперы. Браун вспоминала:
"Гершвин звонил и говорил: "я закончил на странице 33 и что-то около того. Спускайтесь, я хочу, чтобы вы спели это. Когда вы сможете спуститься? Когда закончу и выйду с занятий, — отвечала я. Я всегда начинала «Summertime». Мне это так нравилось. Затем я начинала петь все? что он написал с тех пор, как я была там в последний раз, какие бы роли ни были. иногда я даже пела Sportin' Life, иногда мы пели дуэтом. Я знала эту оперу еще до того, как вышла на сцену. Я сыграла 500 спектаклей в оригинале и затем еще в 1942 году произошло возрождение спектакля. Я могу по памяти сказать что играл каждый инструмент. Наконец, в последние дни репетиций в Нью-Йорке, прежде чем отправиться в Бостон на предварительные просмотры, Джордж пригласил меня на обед. — Пойдем, сказал он,- я куплю тебе апельсиновый сок. Затем, когда мы сели, он сделал это заявление. Я помню его слова именно потому, что они так взволновали меня. — Я хочу, чтобы вы знали, Мисс Браун, — сказал он, — что отныне и навсегда опера Джорджа Гершвина будет называться «Порги и Бесс».
Браун приняла участие в истории оперы, когда она пела Бесс на мировой премьере оперы «Порги и Бесс» в Колониальном театре в Бостоне 30 сентября 1935 года. Опера первоначально предназначалась для Бродвея, где премьера прошла в Нил Саймон в Нью-Йорке 10 октября 1935 года. Опера была поставлена Рубеном Мамуляном и была показана на Бродвее 124 раза. Олин Даунс в The New York Times отметил игру Браун как «высокую степень мастерства и интерпретации». Критические отзывы на рабрту были неоднозначны, некоторые рецензенты не могли определиться является ли «Порги» фольклорной оперой, музыкальной комедией, джазовой драмой или чем-то совершенно другим. Другие выразили обеспокоенность по поводу использования «негритянских стереотипов» в постановке. На что Браун ответила: «Мой отец был очень недоволен. Он думал, что торговцы наркотиками, проститутки — это устаревшие штампы чернокожих людей. Особенно ему не понравилась я, его дочь, показывающая ноги и все такое. Но я считаю, что ДюБоз Хейворд и Гершвин просто взяли и передали часть жизни Catfish в Южной Каролине, и сделали это великолепно».
После запуска шоу на Бродвее 27 января 1936 года в Филадельфии стартовал тур по США. Гастроли прошли Питтсбурге, Чикаго и закончились 21 марта 1936 года в Вашингтоне, округ Колумбия. Во время выступлений в Вашингтоне актеры во главе с Тоддом Дунканом протестовали против сегрегации в театре. В акции протеста Браун сказала: " Я не буду петь в «Национале». Если моя мать, мой отец, мои друзья, если чернокожие люди не могут прийти и послушать как я пою, то мне здесь делать нечего. Я помню, как Гершвин спросил меня: « Ты не будешь петь?», а я ответила ему: «Я не умею петь!». В конце концов руководство театра уступило требованиям, в результате чего в Национальном театре Вашингтона впервые появилась интегрированная аудитория. Но как только занавес опустился на заключительном выступлении «Порги и Бесс», сегрегация была восстановлена.

## Поздние годы жизни и карьера (1937—2009)
В 1937 году после исполнения роли Бесс в «Порги и Бесс» Браун вернулась на Бродвей в музыкальном ревю «Pins and Needles» (Булавки и Иглы). За этим последовала роль Гардении в бродвейской пьесе « Mamba’s Daugters» (Дочери Мамбы) в 1939 году и певицы в пьесе «Lonesome Walls» (Одинокие стены). Браун участвовала в нескольких перезапусках «Порги и Бесс», включая бродвейское возрождение пьесы в 1942 году. Она также исполнила партии Бесс для альбома Decca Records «Избранное из фольклорной оперы Джорджа Гершвина Порги и Бесс». Браун исполнила несколько партий Бесс в биографическом фильме Гершвина «Rhapsody in Blue» (Рапсодия в синем), 1945 год.
С 1942 по 1948 год Браун гастролировала по Европе в качестве концертного исполнителя. Она сказала, что предпочла покинуть США из-за сохраняющихся расовых предрассудков. В 1998 году в интервью The New York Times она сказала: «Мы крутые девушки, мы все выдержим. Я прожила странную жизнь — наполовину черную, наполовину белую? наполовину изолированную, наполовину в центре всеобщего внимания. Во многих вещах, о которых я мечтала для своей карьеры, мне было отказано из-за цвета кожи». Она также заявила, что ее выступления лучше принимали в Европе, потому что в основном она исполняла произведения европейских композиторов, таких как Брамс, Шуберт, Шуман и Малер.
В 1948 году Браун обосновалась в Осло, Норвегия. Анна получило гражданство после того, как вышла замуж за лыжника Торлейфе Шельдерупе, призере зимних Олимпийских игр 1948 года. Он был ее третьим мужем, их брак как и два предыдущих закончился разводом. В браке у них появился общий ребенок, дочь Мария (1951 года рождения). Ее второй брак был с доктором Джейкобом Пети, в браке у них родилась дочь Паула (позже известная как Паула Шельдеруп).
В 1950 годах Анна продолжала работать профессиональным музыкантом, на сцену она входила в основном в качестве концертной певицы или солистки. Тем не менее она также появилась в нескольких операх, таких как «Медиум» и «Телефон» Джанкарло Менотти. После 1955 года она перестала профессионально выступать, ее карьера была прервана из-за проблем с астмой. Ее последнее выступление прошло в октябре 1955 года в Театре Колон. С этого момента в жизни Браун началась карьера педагога по вокалу. Среди ее учеников были: знаменитая обладательница сопрано Элизабет Норберг-Шульц, актриса Лив Ульман, исполнительница баллад и бывший министр культуры Осе Клевеланд, джазовая певица Карин Крог и оперный певец Тронд Хальштейн Мо. Браун также поставила несколько опер во Франции и Норвегии. Она была почетным гостем на торжественном открытии Оперного театра Осло 12 апреля 2008 года. Вплоть до своей смерти она жила в Осло. Скончалась Анна Браун в 2009 году в возрасте 96 лет и была похоронена на Спасском кладбище в Осло.
Неизвестно, оставила ли она за собой гражданство США, ее документы и личные артефакты размещены в исследовательском центре Амистад в Тулейнском университете в Новом Орлеане, штат Луизиана.

## Награды
В 1998 году Анна Браун получила медаль Джорджа Пибоди за выдающийся вклад в музыку Америки. Это медаль была учреждена Институтом Пибоди, учреждением, которое отказало ей в обучении музыке 70 лет назад. В 1999 году она получила звание почетного гражданина Балтимора. В 2000 году она была удостоена почетной награды Совета культуры Норвегии.

## Примечание
1. 1 2  Internet Movie Database (англ.) — 1990.
2. ↑  Anne Brown // Internet Broadway Database (англ.) — 2000.
3. ↑  Southern E. Biographical Dictionary of Afro-American and African Musicians (англ.) — Greenwood Publishing Group, 1982.
4. ↑  http://www.nytimes.com/2009/03/17/arts/music/17brown.html?_r=1&ref=obituaries
5. ↑  различные авторы Norsk biografisk leksikon (бук.) — Kunnskapsforlaget. — ISSN 2464-1502
6. ↑  "Anne Brown has died". NRK (13 марта 2009). Дата обращения: 22 августа 2019. Архивировано 16 марта 2009 года.
7. ↑  "Biography of Anne Brown at thehistorymakers.com". web.archive.org (7 июня 2008). Дата обращения: 22 августа 2019. Архивировано 7 июня 2008 года.
8. 1 2 3 4 5 6 7 8  Barry Singer. "THEATER; On Hearing Her Sing, Gershwin Made 'Porgy' 'Porgy and Bess'". New York Times (29 марта 1998). Дата обращения: 22 августа 2019. Архивировано 8 декабря 2019 года.
9. ↑  Randye Jones. Anne Wiggins Brown (1912-2009). www.afrovoices.com. Дата обращения: 22 августа 2019. Архивировано 7 мая 2021 года.
10. 1 2  Black Women in America: An Historical Encyclopedia. — Carlson Publishing, 1993.
11. ↑  Jablonski & Stewart. — С. 227—229.
12. ↑  Porgy and Bess. the Library of Congress American Memory project, (Today in History: September 2.). Дата обращения: 23 августа 2019. Архивировано 13 апреля 2016 года.
13. ↑  Biography of Karin Krog at karinkrog.no. http://www.karinkrog.no. Дата обращения: 28 августа 2019. Архивировано 13 сентября 2019 года.